# Tebosa
Tebosa is een plaats (freguesia) in de Portugese gemeente Braga en telt 1 096 inwoners (2001).